# Hersey Hawkins
Hersey Hawkins, född 29 september 1966 i Chicago, Illinois, är en amerikansk idrottare som tog OS-brons i basket 1988 i Seoul. Detta var USA:s första brons i herrbasket i olympiska sommarspelen, och tredje gången genom alla tider som USA inte tog guld. Han studerade vid Bradley University.